# Bruker AXS
Bruker AXS (AXS = Advanced X-Ray Solutions) ist ein Hersteller von Röntgenanalysegeräten, der zur Bruker-Gruppe gehört. Die Firma hat sich hierbei auf Röntgendiffraktometrie und Röntgenspektroskopie spezialisiert. Der Sitz von Bruker AXS ist in Karlsruhe, Deutschland und Madison, USA. Weitere Produktionsstandorte befinden sich in Kalkar, Deutschland sowie Berlin, Yokohama und Kennewick.
Bruker AXS beschäftigt derzeit in den verschiedenen Standorten über 800 Mitarbeiter, wovon die meisten (ca. 350) in Karlsruhe angesiedelt sind.

## Firmengeschichte
- 1996 Gründung der AXS GmbH als Ausgliederung und Tochtergesellschaft der Fa. Siemens.
- 1997 Übernahme durch Bruker – die AXS GmbH wurde in Bruker AXS GmbH umbenannt
- 1998 Präsentation des D8-Röntgendiffraktometers
- 1999 Einführung des S4-Spektrometers
- 2004 Markteinführung des automatisierten D4-Diffraktometers
- 2006 Vorstellung des S8-Spektrometers
- 2009 Präsentation des D2 PHASER-Tischdiffraktometers

## Konzernstruktur
- Bruker
  - Bruker Biosciences
    - Bruker AXS
    - Bruker Daltonics
    - Bruker Optics

  - Bruker Biospin

## Produkte

### Röntgendiffraktometer (XRD)
Das Unternehmen stellt Vollschutz-Röntgendiffraktometer her. Vollschutz bedeutet hierbei zweierlei: Zum einen wird verhindert, dass der Benutzer mit dem offenen Röntgenstrahl in Berührung kommt, wenn er z. B. innerhalb des Gerätes Proben einbringt und zum anderen, dass die erzeugte Röntgenstrahlung nach außen dringt. Dies wird unter anderem durch dicke Bleiplatten bzw. bleihaltiges Röntgensicherheitsglas erreicht.

#### Diffraktometer D4 / D8
Vertreter der Röntgendiffraktometer sind das D8 und das D4. Das D8 ist ein Laborgerät, das es gestattet, komplexe Analyseaufbauten zu realisieren. Das D4 ist ein Gerät für die Automatisierung, das mit einem großen Probenspeicher eine schnelle Abfolge von Messungen ermöglicht.
Viele Detektoren von 0D (Punkt) über 1D (Strich) bis zu 2D (Fläche) erlauben eine umfangreiche Abdeckung verschiedenster Messaufgaben.
Im Prinzip kann alles mit jedem Detektor gemessen werden, jedoch ist der Aufwand je nach Aufgabe unterschiedlich groß.
Über die verschiedenen Öffnungsgrößen und Auflösungen der Detektoren können z. B. Punkt-Messungen mit einem 1D Detektor besonders schnell durchgeführt werden.
Anwendungsgebiete:
- Pulverdiffraktometrie
- Einkristalldiffraktometrie

#### NANOSTAR / N8 Horizon
Spezialdiffraktometer für die Kleinwinkelstreuung. Über einen sehr langen Strahlengang können kleine Winkel besonders gut aufgelöst werden.
Anwendungsgebiete:
- Kleinwinkelstreuung SAXS

#### D8 FABLINE
Spezialdiffraktometer für die Qualitätssicherung in der Chipherstellung. Es wird das Prüfen eines kompletten Chip-Wafers ermöglicht.

#### D2 PHASER
Kompaktes Tischdiffraktometer für die Pulver- / Mineralien-Phasenanalyse. Durch den integrierten PC und den eindimensionalen Detektor ist eine schnelle Materialanalyse nahezu überall möglich.

### Röntgenspektrometer (XRF)
Der Strahlenschutz ist hierbei einfacher zu realisieren, da der Benutzer nicht direkt mit der Strahlung in Kontakt kommen kann. Die Probe wird durch einen Roboter in einen für den Benutzer nicht einsehbaren Raum (Messkammer) gebracht und erst dort wird nach Versiegeln des Raumes die Strahlung eingeschaltet.
Dagegen ist es schwerer für die Fluoreszenz ein geeignetes Umfeld herzustellen, da auch „Luftbestandteile“, wie Sauerstoff und Stickstoff fluoreszieren können. Meist wird dies durch ein Vakuum oder ein spezielles „nichtfluoreszierendes“ Gas erreicht.

#### Röntgenspektrometer S4 / S8
Die aktuelle Geräteserie von Bruker AXS ist die S-Reihe, bestehend aus S4 und S8, die für automatisierte Fertigungsstraßen eingesetzt werden können. Beide Geräte bestehen aus einem großen Probenmagazin für Referenzproben und Ablagespeicher von Proben aus dem Produktionsbetrieb.
Technik:
- Beugung am Kristall (Wellenlängendispersiv)

#### Röntgenspektrometer S2
Das S2 Spektrometer ist ein Tischgerät für kleine Labore und besitzt gegenüber den anderen Spektrometern einen energieauflösenden Detektor. Durch den integrierten Touch-Screen kann das Gerät ohne zusätzlichen PC eingesetzt werden.
Technik:
- Energieauflösend (Energiedispersiv)

#### Handheld Spektrometer S1
Die kleinste Spektrometer-Variante ist ein Handheld, das in Form einer Pistole direkt Oberflächenbestandteile analysieren kann. Durch die Kompaktheit gibt es nur einen kleinen Generator mit geringer Röntgenleistung, der für den Anwendungsbereich des Handhelds jedoch völlig ausreichend ist.

### Laborautomatisierung
Viele Hersteller chemischer Produkte (Zementhersteller, Petrochemie, Pharma) benötigen Möglichkeiten der Qualitätssicherung. Dazu zählt u. a. die Sicherstellung von Konzentrationen der Inhaltsstoffe und die Zusammensetzung des Inhalts.
Hierfür können z. B. D4 und S4 zusammengeschaltet werden, was eine quantitative und qualitative Analyse einer Probe ermöglicht. Erkennt man z. B., dass ein Bestandteil zu viel oder zu wenig in der Probe enthalten ist, kann die Prozesskette „live“ angepasst werden, sodass das Endprodukt im korrekten Rahmen produziert und geliefert werden kann.